# Canarium kerrii
Canarium kerrii là một loài thực vật có hoa trong họ Burseraceae. Loài này được Craib mô tả khoa học đầu tiên năm 1911.